# 猿猴星球
《猿猴星球》是英国的一部自然類紀錄片，由英國廣播公司電視（BBC）和動物星球頻道联合制作，2014年在BBC一台首播。